# تلمبة مستضعفين (مشيز بردسير)
تلمبة مستضعفين (بالإنجليزية: Tolombeh-ye Mostaz Afin)‏ هي مستوطنة تقع في إيران في كرمان. يقدر عدد سكانها بـ 11 نسمة .